# 中煙香港
中煙國際（香港）有限公司，簡稱中煙國際（香港）和中煙香港（英語：China Tobacco International (HK) Company Limited，港交所：6055），在1989年，由中國煙草總公司旗下「中國煙草國際有限公司」，再在1989年，於總部香港成立「天利國際經貿有限公司」，主要經營從事煙草製品進出口業務。而中煙香港在2004年成立。
股份在2019年6月12日於港交所主板上市。全球發售集資金額為8.13億港元，招股價介乎3.88至4.88港元，發行股份為1.67億股，約45%將用於投資與收購；約20%用於支持業務持續發展；約20%用於與其他國際捲煙公司的戰略業務合作；約10%用於一般營運資金；約5%用於改善業務資源的管理以及優化經營管理。最終招股定價為4.88港元。

## 外部連結
- ctihk.com.hk（页面存档备份，存于）